# إكسورة قنابية
إكسورة قنابية (الاسم العلمي:Ixora bracteata) هي نوع من النباتات يتبع جنس الإكسورة من الفصيلة الفوية.